# Zone habitable galactique
Une zone habitable galactique (ZHG) est la région d'une galaxie où les conditions favorisent le développement de la vie complexe.
Cette zone doit respecter certains facteurs, tels qu'une grande quantité d'étoiles, qui pourraient accueillir des planètes, et un petit taux de croissance continue de la formation de nouvelles étoiles. Il doit également y avoir une métallicité assez élevée, c'est-à-dire une certaine quantité d'atomes plus lourds que l'hydrogène et l'hélium, puisque c'est ce genre de matière qui est nécessaire pour créer des mondes pouvant accueillir la vie, comme la Terre,.
Selon certaines recherches, les très grandes galaxies ont plus de chances de contenir des planètes habitables que les plus petites comme la Voie lactée.

## Historique

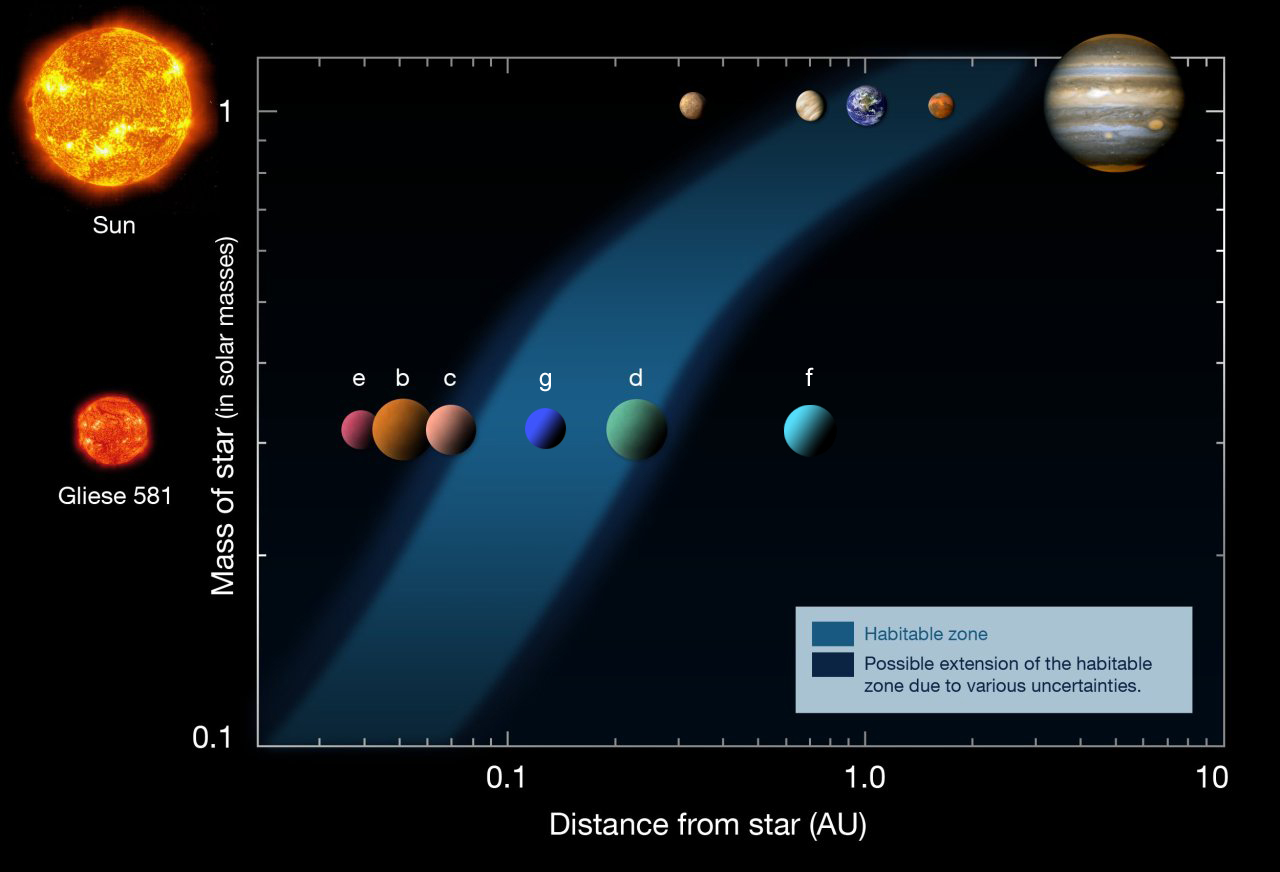
Gliese 581 - 2010

En 1953, l'idée d'une « ceinture d'eau liquide », aujourd'hui nommée « zone habitable circumstellaire », est proposée par Harlow Shapley. Selon lui, il existe autour de chaque étoile une région spécifique dans laquelle les planètes peuvent retenir l'eau sous forme liquide à leur surface.
À partir des années 1970, les exobiologistes et les planétologues commencent à prendre en considération d'autres facteurs pour la création et le maintien de la vie. En 1981, Jim Clark fait l'hypothèse que le manque de vie extraterrestre dans la Voie lactée s'explique par la présence d'un noyau galactique actif. La Terre aurait été épargnée grâce à sa position dans la Galaxie. La même année, Wallace Hampton Tucker (en) analyse l'habitabilité galactique dans un contexte plus général[Lequel ?].

La théorie moderne de la zone habitable galactique est introduite en 1986 par L. S. Marochnik et L. M. Mukhin. Ceux-ci la définissent comme une région dans laquelle la vie intelligente peut croître. Donald Brownlee et Peter Ward reprennent le concept et le développent dans leur livre Rare Earth: Why Complex Life is Uncommon in the Universe (en) en ajoutant des facteurs nécessaires à l'émergence de la vie complexe.
L'idée d'une zone habitable galactique est à nouveau développée en 2001 dans un article de Gonzalez, Brownlee et Ward,. Dans cet article, les auteurs affirment que les régions proches du halo galactique n'auraient pas les éléments lourds requis pour produire des planètes terrestres habitables. Ils posent ainsi une limite extérieure à la taille de la zone habitable galactique. D'un autre côté, une planète trop proche du centre galactique serait exposée à de nombreuses supernovas et à d'autres événements cosmiques énergétiques, ainsi qu'à une grande quantité d'impacts cométaires exceptionnels causés par les perturbations du nuage de Oort de son étoile hôte. Les auteurs posent donc aussi une limite intérieure pour la zone habitable galactique, située juste à l'extérieur du renflement galactique.

## Critères
Plusieurs critères doivent être pris en compte pour pouvoir identifier une zone d'une galaxie comme habitable. Ceux-ci incluent la dispersion des étoiles et des bras spiraux, la présence ou l'absence d'une galaxie active, la présence de supernovas rapprochées qui pourrait menacer l'existence de la vie, la métallicité de cette zone, etc.. Si elle ne remplit pas une de ces conditions, la région de la galaxie ne peut ni créer ni entretenir la vie efficacement.

### Évolution chimique
Une des exigences de base pour que la vie apparaisse autour d'une étoile est sa capacité à produire des planètes telluriques d'une masse suffisante, qui requiert une métallicité égale à la moitié de celle du Soleil. Plusieurs éléments chimiques sont de fait nécessaires pour former une planète habitable, comme le fer, le magnésium, le titane, le carbone, l'oxygène, le silicium. La masse de la planète est le facteur d'habitabilité le plus important. Cette masse a des conséquences sur la perte de chaleur, d'atmosphère et de substances volatiles. La masse de la planète dépend principalement de la densité de la surface locale du disque protoplanétaire dans lequel la planète a été formée. Cette densité est directement proportionnelle à l'abondance des éléments lourds qui se trouvent dans les nuages interstellaires d'où provient le système planétaire.
Le rapport élémentaire de référence déterminant la propension d'une région de la galaxie à produire des planètes telluriques est celui de [[Métallicité#Indice [Fe/H]|[Fe/H]]] (fer/hydrogène). Le bulbe galactique, qui est la partie centrale des galaxies, a une distribution de [Fe/H] culminant à −0,2 dex (exposant décimal) par rapport au Soleil. Le disque mince, où le Soleil est situé, a une métallicité moyenne de −0,02 dex à la distance orbitale du Soleil autour du centre galactique. La métallicité se réduit 0,07 dex pour chaque kiloparsec (kpc) de distance orbitale. Le disque épais a un rapport [Fe/H] moyen de −0,6 dex, tandis que le halo galactique, la région la plus éloignée du centre, a le [Fe/H] le plus bas, soit environ −1,5 dex. En outre, les rapports tels que [C/O], [Mg/Fe], [Si/Fe], et [S/Fe] peuvent être pertinents pour connaitre la capacité d'une région à produire des planètes telluriques habitables. Parmi eux, [Mg/Fe] et [Si/Fe] diminuent au fil du temps, ce qui signifie que dans le futur, les planètes telluriques auront plus de chances de posséder des noyaux de fer plus grands.
Outre les quantités spécifiques d'éléments stables compris dans la masse des planètes telluriques, une abondance de radioisotopes comme 40K, 235U, 238U et 232Th est requise pour chauffer l'intérieur des planètes et engendrer les processus de maintien de la vie comme la tectonique des plaques, le volcanisme et l'effet dynamo. Les rapports [U/H] et [Th/H] dépendent du rapport [Fe/H]. Toutefois, les fonctions générales pour l'abondance de 40K ne peuvent être créées avec les données existantes.
Même si un haut taux de métallicité est bénéfique pour les planètes telluriques, une valeur trop élevée peut nuire à l'émergence et au développement de la vie. En effet, elle peut mener à la formation d'un grand nombre de géantes gazeuses, qui, par la suite, peuvent migrer au-delà de la ligne des glaces et devenir des Jupiter chauds, dérangeant les planètes qui auraient pu se retrouver dans la zone habitable circumstellaire. Ainsi, il a été constaté que le principe de Boucles d'or s'applique aussi pour la métallicité. Les systèmes à faible métallicité ont peu de chance de former des planètes telluriques, tandis qu'un système avec un excès de métaux crée des géantes gazeuses, dérange la dynamique des orbitales et modifie l'habitabilité des planètes du système.

### Évènement catastrophique

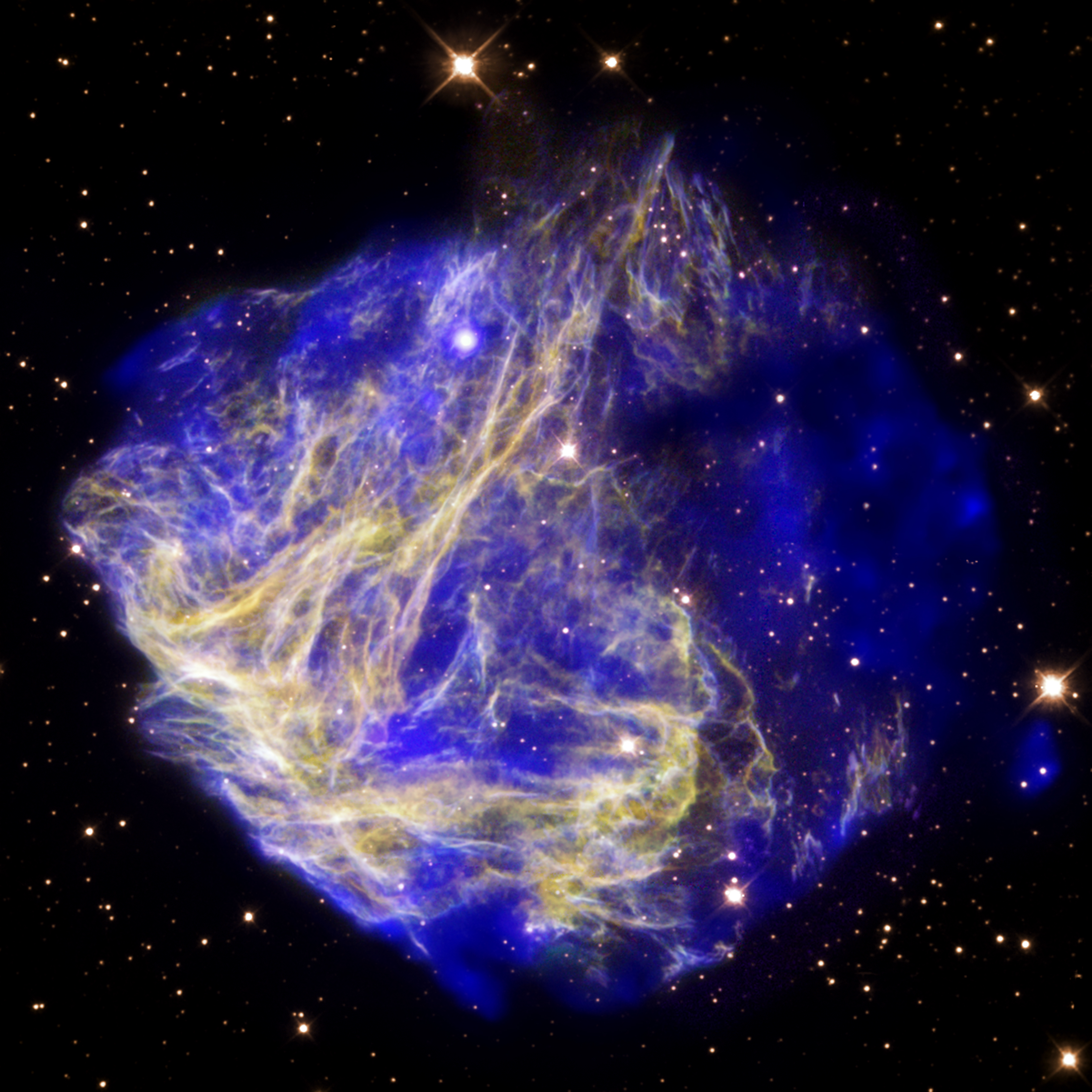
Les supernovas jouent un rôle important dans les zones habitables galactiques.

Tout en étant située dans une région de la galaxie chimiquement avantageuse pour le développement de la vie, une étoile doit aussi éviter un grand nombre de catastrophes cosmiques pouvant détruire la vie sur ses planètes habitables. Par exemple, une supernova dans le voisinage de l'étoile peut gravement nuire à la vie sur une planète. D'ailleurs, une fréquence excessive de ces explosions catastrophiques peut stériliser une région entière d'une galaxie pendant plusieurs milliards d'années. Le bulbe galactique a ainsi subi un sursaut de formation d'étoiles, déclenchant une série de supernovas qui aurait empêché la vie de se développer dans cette zone pendant cinq milliards d'années.
En plus des supernovas, les sursauts gamma, les quantités excessives de rayonnement, les perturbations gravitationnelles et divers autres évènements peuvent affecter la distribution de la vie dans une galaxie. On peut ajouter à ceux-ci les marées galactiques, qui pourraient provoquer des impacts cométaires ou même créer de la matière noire froide. Celle-ci contaminerait des organismes et provoquerait des modifications génétiques. Cependant, les impacts de ces évènements sont difficiles à quantifier.

### Morphologie galactique
Différentes caractéristiques morphologiques des galaxies influencent leur potentiel d'habitabilité. Leurs bras spiraux, par exemple, contiennent de nombreux nuages moléculaires géants et une haute densité d'étoiles. Ces deux éléments peuvent perturber le nuage de Oort d'une étoile, envoyant beaucoup de comètes et d'astéroïdes vers les planètes du système. De plus, la forte densité d'étoiles et le taux de formation d'étoiles massives exposent les étoiles en orbite à proximité des bras spiraux à des supernovas, réduisant ainsi les chances de survie ou de développement de la vie. Considérant ces facteurs, le Soleil a une place avantageuse dans la Galaxie, car en plus d'être à l'extérieur des bras spiraux, il orbite proche du rayon de corotation (en), maximisant les intervalles de passage entre les bras spiraux,.
Les bras peuvent aussi créer des changements climatiques sur une planète. En passant au travers des nuages moléculaires denses d'un bras, les vents stellaires peuvent être repoussés au point qu'une couche d'hydrogène réfléchissante s'accumule dans l'atmosphère d'une planète[pas clair], menant au scénario de la terre boule de neige.
Une galaxie spirale barrée peut aussi changer la grandeur de la zone habitable galactique. En effet, des scientifiques supposent que les barres galactiques grandissent avec le temps et finissent par atteindre le rayon de corotation, perturbant les orbites des étoiles situées à cet endroit. Les étoiles à haute métallicité comme le Soleil, situées à un emplacement intermédiaire entre le halo galactique et le centre galactique, peuvent être dispersées par une telle barre dans toute la galaxie, affectant la définition de la zone habitable galactique. Il serait peut-être impossible de définir convenablement une zone habitable galactique dans de telles situations.

## Limites

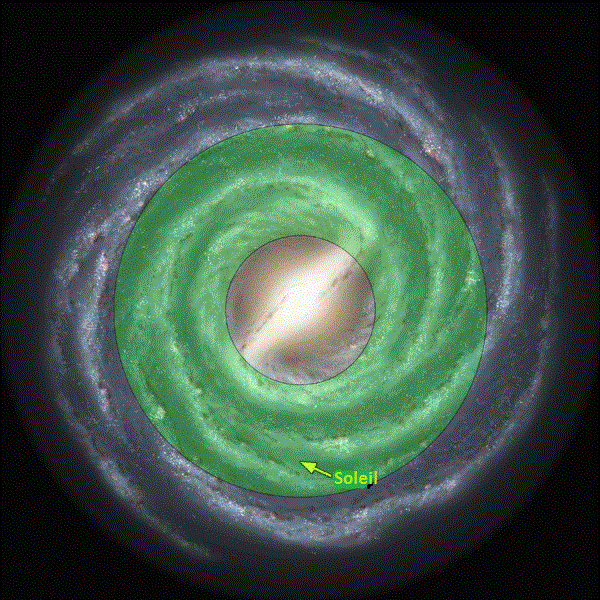
La zone habitable galactique est souvent vue comme un anneau situé entre 4 et 10 kpc du noyau galactique, Par contre des recherches récentes mettent ceci en question.

Le début de la recherche sur la zone habitable galactique, y compris l'article de Gonzalez, Brownlee et Ward de 2001, n'a pas délimité aucune limite spécifique, affirmant simplement que la zone était un anneau englobant une région de la galaxie qui était à la fois enrichie en métaux et épargné d'un rayonnement excessif, et cette habitabilité serait plus probable dans le disque mince de la galaxie. Cependant, des recherches ultérieures menées en 2004 par Lineweaver et ses collègues ont créé des limites pour cet annulaire. Dans le cas de la Voie lactée, les limites vont de 4 kpc à 10 kpc du centre galactique.
L'équipe de Lineweaver a également analysé l'évolution de la zone habitable galactique dans le temps, en trouvant, par exemple, que les étoiles proches du renflement galactique devaient se former dans une fenêtre de temps d'environ deux milliards d'années afin d'avoir des planètes habitables. Avant cette période, la fréquence des supernovas est trop élevée. Après, la métallicité croissante du noyau galactique débouche sur la formation de planètes géantes susceptibles de déstabiliser les systèmes d'étoiles et d'altérer radicalement l'orbite de n'importe quelle planète située dans la zone habitable circumstellaire. Cependant, les simulations réalisées en 2005 à l'université de Washington montrent que, même en présence de Jupiter chauds, les planètes terrestres pourraient demeurer stables sur de longs délai.
Une étude menée en 2006 par Milan Ćirković et ses collègues a étendu la notion d'une zone habitable galactique en fonction du temps, en analysant divers événements catastrophiques ainsi que l'évolution séculaire (en) sous-jacente de la dynamique galactique. Le document considère que le nombre de planètes habitables peut fluctuer grandement avec le temps en raison de l'imprévisibilité des événements catastrophiques, créant ainsi un équilibre ponctué dans lequel les planètes habitables sont plus susceptibles d'exister à certains moments plutôt que d'autres. Basé sur les résultats des méthodes de Monte-Carlo sur un modèle-jouet de la Voie lactée, l'équipe a constaté que le nombre de planètes habitables est plus susceptible d'augmenter avec le temps, mais pas selon un schéma parfaitement linéaire.
En 2008, une étude de Nicolas Prantzos remet en question la forme en anneau de la ZHG. Elle montre, notamment, que bien que la probabilité qu'une planète s'échappant de la stérilisation par supernova est plus élevée à partir d'une distance d'environ 10 kPc du centre galactique, la densité des étoiles dans la galaxie intérieure signifiait que le plus grand nombre de planètes habitables pourraient y être trouvées. La recherche a été corroborée dans un article publié en 2011 par Michael Gowanlock, qui a calculé la fréquence des planètes « survivantes des supernovas » en fonction de leur distance du centre galactique, de leur hauteur au-dessus du plan galactique et de leur âge, ce qui a révélé qu'environ 0,3 % des étoiles de la galaxie pourraient aujourd'hui soutenir une vie complexe, ou 1,2 % si l'on ne considère pas la rotation synchrone des naines rouges comme empêchant le développement de la vie complexe.